# Jules Verne (cráter)

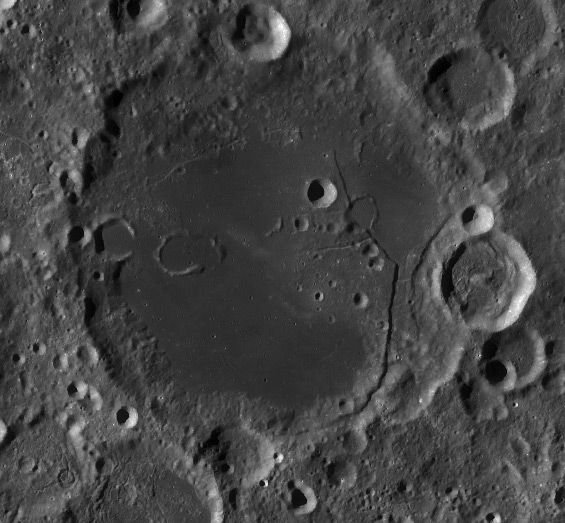
Fotografía de la misión Lunar Reconnaissance Orbiter

Jules Verne es un cráter lunar de gran tamaño situado en el lado lejano de la Luna, nombrado en honor del escritor francés. Está localizado al oeste-suroeste del Mare Ingenii, uno de los pocos mares lunares en el lado oculto de la luna. Al sureste de Jules Verne se encuentra el cráter Lundmark, mientras que Koch está localizado del lado sursureste. Al noroeste está la gran planicie amurallada del cráter Pavlov.
La mayor parte de la superficie interior de este cráter fue inundada por lava basáltica, dejando una zona más oscura, resultando una plataforma de bajo albedo relativamente nivelada y plana. Es un poco inusual para un cráter de estas características situado en el lado oscuro de la luna el haber sido inundado con lava, cuando la costra es generalmente más gruesa que en el lado orientado hacia la tierra. Aun así, este cráter está localizado por completo dentro de la cuenca Aitken, próxima al Polo Sur.
El brocal exterior de Jules Verne está gastado y erosionado, con varios cráteres localizados a través de su borde. A lo largo del borde oriental se sitúa Jules Verne G, mientras que Jules Verne C penetra en el brocal nororiental y Jules Verne Z intercepta el brocal norte. Otro cráter pequeño también se sitúa a través del brocal sur, mientras que Jules Verne P está localizado en el exterior, a lo largo del lado sursudoeste.
Jules Verne es uno de los pocos cráteres lunares que es conocido por el nombre completo de una persona (nombre y apellido). Esta notación es la habitual para escritores de ciencia ficción (como por ejemplo, H. G. Wells), pero no así para los científicos notables o para los exploradores.

## Cráteres satélite
Por convención estos elementos son identificados en los mapas lunares poniendo la letra en el lado del punto medio del cráter que está más cerca de Jules Verne.
|             | \| Jules Verne \| Coordenadas \| Diámetro \| \| ----------- \| ------------------------------- \| -------- \| \| C \| 33°12′S 149°42′E / -33.2, 149.7 \| 30 km \| \| G \| 35°06′S 150°00′E / -35.1, 150.0 \| 42 km \| \| P \| 38°00′S 145°06′E / -38.0, 145.1 \| 62 km \| \| R \| 36°54′S 140°54′E / -36.9, 140.9 \| 49 km \| \| X \| 32°06′S 145°12′E / -32.1, 145.2 \| 15 km \| \| Y \| 31°18′S 146°00′E / -31.3, 146.0 \| 30 km \| \| Z \| 32°30′S 146°48′E / -32.5, 146.8 \| 20 km \| |          |
| Jules Verne | Coordenadas | Diámetro |
| C           | 33°12′S 149°42′E / -33.2, 149.7 | 30 km    |
| G           | 35°06′S 150°00′E / -35.1, 150.0 | 42 km    |
| P           | 38°00′S 145°06′E / -38.0, 145.1 | 62 km    |
| R           | 36°54′S 140°54′E / -36.9, 140.9 | 49 km    |
| X           | 32°06′S 145°12′E / -32.1, 145.2 | 15 km    |
| Y           | 31°18′S 146°00′E / -31.3, 146.0 | 30 km    |
| Z           | 32°30′S 146°48′E / -32.5, 146.8 | 20 km    |